# 职业病
參數所指定的目標頁面不存在，建議更正成存在頁面或直接建立下列一個頁面（建立前請先搜尋是否有合適的存在頁面可以取代）：
- 職業病遊戲

职业病（英語：Occupational disease）是指企业、事业单位和个体经济组织等用人单位的劳动者在职业活动中，因接触粉尘、放射性物质和其他有毒、有害因素而引起的疾病。这一概念不仅限于生产性质的企业，也包括学校、医院等非營利事业单位的劳动者。
各国法律都有对职业病预防方面的规定，一般来说，符合法律规定的疾病才能称为职业病。

## 種類
各国法律对职业病的标准不尽相同，但是一般来说，尘肺、职业性皮肤病以及汞、锰、苯、一氧化碳、三硝基甲苯、砷等的职业中毒都算是职业病。
现行《中华人民共和国职业病防治法》第二条第三款规定：“职业病的分类和目录由国务院卫生行政部门会同国务院安全生产监督管理部门、劳动保障行政部门制定、调整并公布。”
參照《中華民國職業安全衛生法》第二條第一項第五款規定：“職業災害：指因勞動場所之建築物、機械、設備、原料、材料、化學品、氣體、蒸氣、粉塵等或作業活動及其他職業上原因引起之工作者疾病、傷害、失能或死亡。”其中又分為職業傷害及職業病。
依致病成因可區分為：
- 化學性，如吸入化學溶劑或是有毒氣體物質，如塵肺病
- 物理性，如過冷、中暑、輻射
- 人因工程性，如坐椅，器械設計不良，引發工作者肌肉骨骼疾病，如腕隧道症候群
- 生物性，如病毒、細菌，使醫護人員在工作中因針扎感染到相關疾病
- 社會、心理性，如職場暴力、性騷擾、工作壓力，引發過勞死、精神疾病等心理問題

## 相關因子、自我篩檢
- 職場中危險因子的存在可能導致相關的職業病。[1]
  - (一)物理性危害因子
  - (二)化學性危害因子
  - (三)生物性危害因子
  - (四)人因性危害因子
  - (五)社會、心理性危害因子

- 判斷職業病有下列列表可以檢驗。

1. 身體不適的症狀，發生的時間是否與工作有關？
2. 工作後是否症狀惡化？周末或休假時是否症狀會緩解？
3. 同職場的同事，是否有相同症狀？
4. 生活有無其他導致疾病的非相關因子?
5. 有沒有接觸相關疾病因子。

## 职业病的确认
《中華民國勞工職業災害保險及保護法》第二十六條規定職災保險給付包含醫療給付、傷病給付、失能給付、死亡給付、失蹤給付；第二十七條規定“被保險人於保險效力開始後停止前，遭遇職業傷害或罹患職業病（以下簡稱職業傷病），而發生醫療、傷病、失能、死亡或失蹤保險事故者，被保險人、受益人或支出殯葬費之人得依本法規定，請領保險給付。”職業病的確診，由醫師進行診斷，第七十三條第三項規定“勞工疑有職業病就診，醫師對職業病因果關係診斷有困難時，得轉介勞工至第一項經認可之醫療機構。”即同條第一項規定之“中央主管機關得補助經其認可之醫療機構”進行進一步診斷。
《中华人民共和国职业病防治法》第四十五条 “劳动者可以在用人单位所在地、本人户籍所在地或者经常居住地依法承担职业病诊断的医疗卫生机构进行职业病诊断。”第四十四条第三款“承担职业病诊断的医疗卫生机构不得拒绝劳动者进行职业病诊断的要求。”第四十七条第二、三、四款：“没有证据否定职业病危害因素与病人临床表现之间的必然联系的，应当诊断为职业病。承担职业病诊断的医疗卫生机构在进行职业病诊断时，应当组织三名以上取得职业病诊断资格的执业医师集体诊断。职业病诊断证明书应当由参与诊断的医师共同签署，并经承担职业病诊断的医疗卫生机构审核盖章。”第四十八条第二款“职业病诊断、鉴定机构需要了解工作场所职业病危害因素情况时，可以对工作场所进行现场调查，也可以向安全生产监督管理部门提出，安全生产监督管理部门应当在十日内组织现场调查。用人单位不得拒绝、阻挠。”
张海超事件后，出于保护工人的角度，中國对《职业病防治法》、《职业健康检查管理办法》、《职业病诊断与鉴定管理办法》、《职业性尘肺病的诊断》(国家职业病诊断标准)进行了大量修改，简化了很多程序。其中，增加了"企业不提供资料的，应釆纳劳动者的自述"，不能否定劳动者的疾病与其所接触职业病危害因素的关系，应该诊断为职业病。

## 外部連結
- 職業安全衛生法─全國法規資料庫 （页面存档备份，存于）
- 勞工職業災害保險及保護法─全國法規資料庫 （页面存档备份，存于）
- "Occupational disease" - 搜索 Google 圖書
- "職業病" - 搜索 Google 圖書